# Encamina
Encamina is een geslacht van vlinders van de familie parelmotten (Glyphipterigidae), uit de onderfamilie Glyphipteriginae.

## Soorten
- E. phlegyropa Meyrick, 1915
- E. semifervens Meyrick, 1927